# Coelorinchus canus
Coelorinchus canus és una espècie de peix de la família dels macrúrids i de l'ordre dels gadiformes.

## Morfologia
- Els mascles poden assolir 27,5 cm de llargària total.[5][6]

## Alimentació
Menja principalment copèpodes i d'altres crustacis petits.

## Hàbitat
És un peix bentopelàgic, marí i d'aigües tropicals que viu entre 120-460 m de fondària.

## Distribució geogràfica
Es troba des de Costa Rica fins al nord del Perú.